# Listă de ciclostomi din Republica Moldova
Lista ciclostomilor din Republica Moldova include o singură specie.

## SubîncrengăturaVertebrata

### InfraîncrengăturaAgnatha

#### Supraclasa Cyclostomata

##### ClasaHyperoartia
| Denumirea în română                | Denumirea în latină              | Răspândire                                                        | Statut              | Imagine |
| ---------------------------------- | -------------------------------- | ----------------------------------------------------------------- | ------------------- | ------- |
| Ordinul Petromyzontiformes         |                                  |                                                                   |                     |         |
| Familia Petromyzontidae            |                                  |                                                                   |                     |         |
| Chișcar de râu (Chișcar ucrainean) | Eudontomyzon mariae (Berg, 1931) | Cursul superior al fluviului Nistru și râul Prut și afluenții lor | IUCN - LC CRRM - CR |         |